# Registrované partnerství v Lichtenštejnsku
Lichtenštejnsko legalizovalo registrované partnerství od 1. září 2011.

## Historie

### Legislativní proces
19. listopadu 2001 předložil v Landtagu poslanec Paul Vogt ze strany Volný list první návrh zákona o registrovaném partnerství, který se po dlouhé diskuzi dostal až na vládní úroveň. O tom, že se jedná o odstranění diskriminace nebylo sporu, a proto se veškeré diskuze točily spíše okolo načasování a komparace se sousedními zeměmi. 15. dubna 2003 publikovala vláda svůj postoj k této otázce. V něm uvedla, že některé evropské země už legalizovaly registrované partnerství (např. Německo, které tak učinilo v r. 2001), ale jiné jako například Rakousko a Švýcarsko, na jejichž hranici také toto malé knížectví leží, tak zatím neučinily. Z tohoto důvodu tedy vláda doporučuje zamítnutí příslušného návrhu zákona s tím, že dokud se její sousedé bez takové legislativy obejdou, nevidí důvod, proč jí přijímat. V závěru své zprávy vláda uvádí, že pro ni bude klíčový přístup Švýcarska, s nímž má také užší hospodářské a politické vztahy. 14. května 2003 se tím zabýval Landtag a návrh zákona byl nakonec zamítnut. Od 1. ledna 2007 začal ve Švýcarsku platit zákon o registrovaném partnerství schválený v referendu 5. června 2005. 
17. září 2007 zahájila Amnesty International v Lichtenštejnsku novou kampaň za legalizaci registrovaného partnerství pro páry stejného pohlaví. Její petice se pak následně dostala do Landtagu, kde Volný list znovu vyzval vládu k přijetí zákona o registrovaného partnerství podle švýcarského vzoru. Pro tuto iniciativu hlasovalo 24. října 2007 19 poslanců, 6 bylo proti.
| Politická afilace                    | Hlasoval pro | Hlasoval proti                                    |
| ------------------------------------ | --- | ------------------------------------------------- |
| Progressive Citizens' Party (FBP) Ga | 10 Alois Beck Josy Biedermann Markus Büchel Doris Frommelt Johannes Kaiser Elmar Kindle Peter Lampert Wendelin Lampert Klaus Wanger Renate Wohlwend | 2 Franz J. Heeb Rudolf Lampert                    |
| Patriotic Union (VU) Ga              | 6 Marlies Amann-Marxer Rony Bargetze Arthur Brunhart Henrik Caduff Ivo Klein Gebhard Negele                                                         | 4 Doris Beck Jürgen Beck Günther Kranz Heinz Vogt |
| Free List (FL)                       | 3 Pepo Frick Andrea Matt Paul Vogt | -                                                 |
| Total                                | 19 | 6                                                 |

V prosinci 2009 oznámila ministryně spravedlnosti Aurelia Fricková, že předloží vlastní návrh zákona o registrovaném partnerství v lednu 2010. Návrh byl prezentován v dubnu 2010. Po skončení konzultací byl návrh dokončen 16. července. V jejich důsledku byl návrh doplněn o několik dalších pozměňovacích návrhů.
Návrh zákona o registrovaném partnerství (Lebenspartnerschaftsgesetz) byl popisován jako velmi podobný rakouskému zákonu přijatém na podzim 2009. V srpnu 2010 vyslovil podporu zákonu i lichtenštejnský regent Alois zastupující knížete. 23. listopadu 2010 zformulovala vláda finální verzi návrhu, kterou přijal parlament v prvním čtení 16. prosince 2010. Ve druhém čtení byl návrh přijat 16. března 2011 a publikován 21. března ten stejný rok.
| Politická afilace                    | Pro | Proti                                                             | Nepřítomen/Zdržel se (Nehlasoval)        |
| ------------------------------------ | --- | ----------------------------------------------------------------- | ---------------------------------------- |
| Patriotic Union (VU) Ga              | 7 Gisela Biedermann Arthur Brunhart Peter Büchel Diana Hilti Peter Hilti Gebhard Negele Dominik Oehrib | 3 Marlies Amann-Marxer Doris Beck Werner Kranz                    | 3 Jürgen Beck Harry Quaderer Thomas Vogt |
| Progressive Citizens' Party (FBP) Ga | 6 Christian Batliner Albert Frick Doris Frommelt Rainer Gopp Johannes Kaiser Peter Lampert             | 4 Manfred Batliner Gerold Büchel Wendelin Lampert Renate Wohlwend | 1 Elmar Kindle                           |
| Free List (FL)                       | 1 Pepo Frick                                                                                           | -                                                                 | -                                        |
| Total                                | 14 | 7                                                                 | 4                                        |

| Politická afilace                    | Pro | Nepřítomen/Zdržel se (Nehlasoval)        |
| ------------------------------------ | --- | ---------------------------------------- |
| Patriotic Union (VU) Ga              | 10 Amann-Marxer Doris Beck Gisela Biedermann Arthur Brunhart Peter Büchel Diana Hilti Peter Hilti Werner Kranz Gebhard Negele Dominik Oehrib                | 3 Jürgen Beck Harry Quaderer Thomas Vogt |
| Progressive Citizens' Party (FBP) Ga | 10 Christian Batliner Manfred Batliner Gerold Büchel Albert Frick Doris Frommelt Rainer Gopp Johannes Kaiser Peter Lampert Wendelin Lampert Renate Wohlwend | 1 Elmar Kindle                           |
| Free List (FL)                       | 1 Pepo Frick | -                                        |
| Total                                | 21 | 4                                        |

### Referendum
Skupina Vox Populi (Hlas lidu) oznámila, že zahájí sběr podpisů za vypsání referenda o této záležitosti. Podle lichtenštejnské ústavy měli organizátoři do 21. dubna (30 dnů) nasbírat miminálně 1000 podpisů. Tuto podmínku se 1208 platnými podpisy splnili a referendum se pak konalo 17.-19. června 2011. Zákon o registrovaném partnerství podpořilo 68,8 % oprávněných voličů. Účinným se stal 1. září 2011.

### Společné příjmení
V r. 2016 novelizovala lichtenštejnská vláda zákon o rodině. Registrovaným partnerům otevřela cestu k užívání společného příjmení, ale na rozdíl od manželských párů se oficiálně jedná pouze o "příjmení", nikoli o "společné rodinné příjmení". Stále tedy zůstávají zachovány jisté rozdíly. Reformou se zabýval Landtag 4. března 2016 v prvním čtení, kde byl také přijat. Prošel jak prvním, tak i druhým a finálním čtením 31. srpna 2016. V promulgační listině byla nová legislativa publikována 3. listopadu 2016 a účinnou se stala 1. ledna 2017.
| Politická afilace                    | Hlasoval pro | Hlasoval proti |
| ------------------------------------ | --- | -------------- |
| Progressive Citizens' Party (FBP) Ga | 10 Christian Batliner Manfred Batliner Alois Beck Albert Frick Rainer Gopp Elfried Hasler Johannes Kaiser Wendelin Lampert Eugen Nägele Christine Wohlwend | -              |
| Patriotic Union (VU) Ga              | 7 Manfred Kaufmannb Frank Konrad Lanter-Koller Judith Oehri Karin Rüdisser-Quaderer Thomas Vogt Christoph Wenaweser                                        | 1 Peter Büchel |
| The Independents (DU)                | 4 Herbert Elkuch Harry Quaderer Pio Schurti Peter Wachterc                                                                                                 | -              |
| Free List (FL)                       | 3 Helen Konzett Bargetze Thomas Lagede Patrick Rischd | -              |
| Total                                | 24 | 1              |

| Politická afilace                    | Hlasoval pro |
| ------------------------------------ | --- |
| Progressive Citizens' Party (FBP) Ga | 10 Christian Batliner Manfred Batliner Alois Beck Albert Frick Rainer Gopp Elfried Hasler Johannes Kaiser Wendelin Lampert Eugen Nägele Christine Wohlwend |
| Patriotic Union (VU) Ga              | 8 Peter Büchel Manfred Kaufmannb Frank Konrad Violanda Lanter-Koller Judith Oehri Karin Rüdisser-Quaderer Thomas Vogt Christoph Wenaweser                  |
| The Independents (DU)                | 4 Herbert Elkuch Harry Quaderer Pio Schurti Peter Wachterc                                                                                                 |
| Free List (FL)                       | 3 Helen Konzett Bargetze Thomas Lageder Patrick Rischd |
| Total                                | 25 |

## Statistiky
V prvních dvou letech bylo uzavřeno 11 registrovaných partnerství. Svatební obřady registrovaného partnerství připadaly na 2,7 % ze všech proběhlých v prvních dvou letech účinnosti tohoto zákona. 8 partnerství bylo uzavřených mezi muži a 3 mezi ženami.